# Pseudopromachus perspinosus
Pseudopromachus perspinosus is een wandelende tak uit de familie Phasmatidae. De wetenschappelijke naam van deze soort is voor het eerst voorgesteld als Promachus perspinosus door Carl Brunner von Wattenwyl in een publicatie uit 1907.
De soort komt voor in West-Papoea en Papoea.